# Leptonychia usambarensis
Leptonychia usambarensis är en malvaväxtart som beskrevs av Karl Moritz Schumann. Leptonychia usambarensis ingår i släktet Leptonychia och familjen malvaväxter. Inga underarter finns listade i Catalogue of Life.